# Rabby Nzingoula
Rabby Nzingoula, né le 25 novembre 2005 à Lille, est un footballeur français qui évolue au poste de milieu défensif au RC Strasbourg.

## Biographie

### Carrière en club
Né à Lille en France, Rabby Nzingoula est formé par l'US Grigny en Île-de-France, passant ensuite par l'US Orléans puis le Racing Club de Strasbourg, où il commence sa carrière professionnelle en championnat de France,. Déjà sur le banc une première fois face au Paris SG début février 2024, il joue son premier match avec l'équipe première du club le 18 février 2024, remplaçant Habib Diarra lors d'une défaite 3-1 contre Lorient en Ligue 1,.
Nzingoula est prêté au Montpellier HSC pour la saison 2024-2025.

## Palmarès

### Distinctions individuelles
- Nommé deuxième meilleur espoir du RC Strasbourg pour la saison 2024-2025 avec 12% des votes (voté par l'Antre du Racing), remporté par Samuel Amo-Ameyaw.